# Instituto Padre Luis Coloma
El Instituto Padre Luis Coloma es un centro de educación y enseñanza público ubicado en Jerez de la Frontera (Cádiz)  España. Fundado en 1838, fue el 2º instituto de Andalucía y 9º de España, además de ser el primer Instituto Provincial. Por su carácter provincial, en sus archivos hay calificaciones de Juan Ramón Jiménez, Pedro Muñoz Seca, José Antonio Primo de Rivera y Rafael Alberti.
Desde 1953, se encuentra en la Avenida Alcalde Álvaro Domecq, 10, siendo conocido de forma popular en la ciudad como "El Coloma". Allí acoge la biblioteca pública municipal Padre Luis Coloma y el Museo del IES Padre Luis Coloma.

## Colegio de San Juan Bautista
El 25 de febrero de 1838 fallece, sin descendientes, Juan Sánchez de la Torre, fundador de la bodega Sánchez Romate y que había hecho negocios con la exportación del vino.
Su testamento deja su herencia para la creación de un colegio que dé formación a la creciente burguesía jerezana, necesitada de un centro de enseñanza reglada que le aporte conocimientos en sus funciones.
Los patronos encargados de llevar a cabo su testamento y gestionar la fundación, crean el 18 de octubre de 1838, en la sede provisional habilitada en la calle Sevilla esquina con Eguiluz, el Colegio de San Juan Bautista. Meses más tarde se trasladó a la Plaza del Mercado, en el edificio que actualmente aloja el Museo Arqueológico.
Los patronos serían los únicos administradores, no dejando la intervención ni del Estado ni de la Iglesia.
Las asignaturas que se impartirían en el centro serían: Economía, Comercio, Historia, Física, Química, Lógica e Ideología, Matemáticas, Literatura y Latinidad, Francés, Italiano, Inglés, Dibujo, Estadística, Habilidades, Música, etc.

## Instituto Local

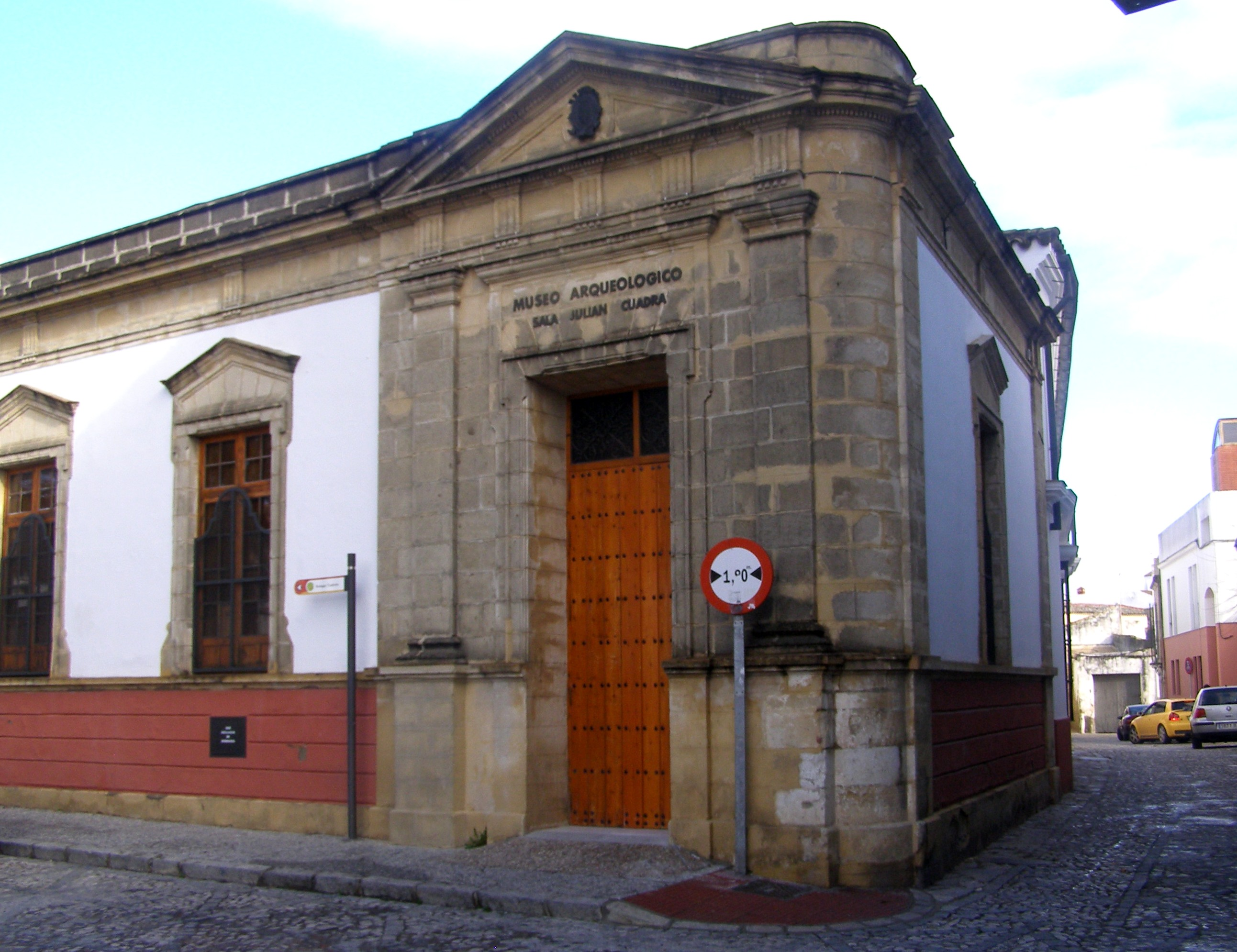
Primera sede del Instituto.

En 1842 los patronos llegan a un acuerdo con el Estado para que sea declarado Instituto Local. Esto posibilita que los alumnos tengan acceso directo a la Universidad sin realizar un examen previo.
El actual Instituto Coloma fue el segundo de Andalucía en ser declarado Instituto Local (en 1841 se había declarado el de Sevilla) y el noveno de España.
El Instituto acogió a grandes humanistas e personajes ilustres como Juan María Capitán o Francisco Rodríguez García, además de ser referencia como centro tolerante e intercambio de ideas

## Instituto Provincial
En 1849 llega a Jerez desde Madrid el visitador oficial de los establecimientos de enseñanza, buscando un Instituto Provincial para la recientemente creada provincia de Cádiz.
Debido al ambiente propicio en la ciudad, la acogida favorable de los patronos, el apoyo de todas las instituciones y agente jerezanos y a que el Estado no tendría que realizar ningún reembolso ya que el instituto estaba creado, el Instituto de Jerez fue declarado Instituto Provincial.
Tanto el Ayuntamiento de Cádiz como la Diputación de Cádiz, alineada con el ayuntamiento gaditano, se resistieron a esta medida, si bien la aceptaron ya que Cádiz no disponía de ningún instituto o edificio que pudiera servir como Instituto Provincial, aunque con el matiz de ser una decisión provisional.
Algunos de los colegios incorporados que dependerían del Provincial jerezano serían los colegios de San Felipe Neri, Santo Tomas y San Agustín, en Cádiz, Colegio del Puerto de Santa María, San Luis Gonzaga de Puerto Real, Colegio San Cayetano en San Fernando), y colegios de Arcos, Sanlúcar, Chipiona, Medina Sidonia, etc.

### Reformas
Los patronos firmaron con el Estado una Propuesta de Concordia en 1851 para que el Estado pudiera participar y entrar en la gestión del Instituto Provincial.
Por otra parte, se amplió el edificio con dos casas adyacentes en la misma Plaza del Mercado y, en 1856, con solares disponibles justo detrás de inmueble. Aun así, pronto se hizo necesario un nuevo edificio que acogiera al mayor número de alumnos que llegaban a las aulas. El 30 de junio de 1868 el Ayuntamiento de Jerez compró el desamortizado Convento de San Agustín, pero la revolución de la Gloriosa afectó negativamente al traslado, que no pudo consumarse.
Finalmente, en 1885, se marchan los patronos por incumplimiento de la Propuesta de Concordia y el 5 de octubre de ese año, el Instituto pasa a ocupar el antiguo hospital de San Juan de Dios, en la Alameda Cristina.
Entonces ya contaba con una biblioteca de más de 4500 volúmenes y 3200 folletos.

## Conflicto provincial
Desde 1849 el Instituto Provincial tenía su sede en Jerez, y no fue hasta 1863 que Cádiz construyó el que sería su Instituto y comenzó a pugnar para ser nombrado como tal.
En dicha pugna, de nuevo la Diputación de Cádiz se alinea con el Ayuntamiento gaditano, dejando sola a la ciudad de Jerez, cuyas instituciones y agentes defendían la permanencia de la Institución Provincial en Jerez.
Finalmente, para resolver la situación, el Estado promulgó el 19 de julio de 1876 la creación de dos Institutos Provinciales, de forma que el Instituto Padre Luis Coloma siguió siendo Instituto Provincial.

## Instituto Coloma
En 1936 se solicita un nuevo espacio para el instituto, por necesidad de nuevas comodidades propias de la enseñanza y también en referencia al carácter social y cultural que ya tenía la institución, a punto de cumplir su primer centenario.
En 1953 se traslada a su actual ubicación, en la entonces recién creada Avenida Alcalde Álvaro Domecq. Sería en el actual Pabellón Antiguo.
El nombre de Padre Luis Coloma, propuesto por Don José Cádiz Salvatierra, se debido al escritor Luis Coloma, nacido en Jerez y alumno del instituto.
El 16 de enero de 1965 se llevaría a cabo la apertura del pabellón nuevo, inaugurado por el entonces Ministro de Educación, Manuel Lora Tamayo, jerezano que había sido alumno del instituto.

## En la actualidad
Adaptado a la legislación actual sobre instituto de Enseñanzas Medias, imparte enseñanzas de Educación Secundaria Obligatoria (ESO), Bachillerato, ciclos formativos de Formación Profesional y Educación Secundaria para Adultos (ESPA). Depende de la Consejería de Educación de la Junta de Andalucía, y cuenta en su archivo del Coloma con los expedientes académicos de todo el alumnado del centro desde 1850.
En 2020 pasa a ofrecer Bachillerato Internacional, siendo el primer instituto público de la Provincia de Cádiz en ofrecerlo.
En febrero de 2021 se encontró un obús con 8 kilos de TNT en su recinto durante. La carga explosiva fue encontrada cuando se realizaban labores de construcción de un huerto.

## Valor histórico
Ha tenido obras artísticas de destacado valor, como el cuadro "La muerte de Lucano", de José Garnelo.
En 2018 es reconocido como Instituto Histórico Educativo de Andalucía.

## Alumnos destacados
- Eduardo Mendicutti[15]
- Gertrudis Martínez Otero, primera mujer en acabar los estudios en el centro y la primera en obtener el título de farmacia[16]
- Pedro Pacheco[17]